# واغیناک گریگوریان
واغیناک زالیبکی گریگوریان (ارمنی: Վաղինակ Զալիբեկի Գրիգորյան؛  زادهٔ ۲۲ فوریهٔ ۱۹۲۳ - درگذشته ۱۳ فوریهٔ ۱۹۸۴) فیزیولوژیست اهل ارمنستان بود.

## زندگی‌نامه
وی در ۲۲ فوریهٔ ۱۹۲۳ در لانجآغبیور به دنیا آمد و از دانشگاه پزشکی دولتی ایروان (۱۹۴۴) فارغ‌التحصیل گشت. همچنین برندهٔ جوایزی همچون نشان پرچم سرخ کار شده است. وی در ۱۳ فوریهٔ ۱۹۸۴ در سن ۶۰ سالگی در ایروان درگذشت.

## یادداشت
1. ↑  բժշկական գիտությունների դոկտոր